# عضرفوط فارسي
العَضْرَفُوط الفارسي أو عضرفوط أوليفر (Trapelus ruderatus) هو نوع من السحالي يتبع فصيلة العضرفوطيات، موطنه أذربيجان وسوريا ولبنان والأردن والمملكة العربية السعودية والعراق وإيران وباكستان.